# Johann Wilhelm von Fürstenberg
Johann Wilhelm von Fürstenberg (ur. 1500 w Neheim, zm. 1568 w Jarosławiu) – mistrz krajowy Inflant zakonu krzyżackiego do 1559 roku. 
14 września 1557 Fürstenberg zawarł traktat pozwolski pomiędzy unią polsko-litewską i zakonem krzyżackim w Inflantach.